# Eriosema spicatum
Pour les articles homonymes, voir Eriosema et Spicatum.
Espèce
Synonymes
- Eriosema parviflorum subsp. laxiusculum Staner & De Craene[1]
- Eriosema spicatum subsp. spicatum[1]

Eriosema spicatum est une espèce de plantes à fleurs de la famille des Fabaceae et du genre Eriosema, présente en Afrique tropicale, de la Guinée au Ghana, au Gabon en République du Congo, en République démocratique du Congo. Elle est utilisée comme plante médicinale .

## Liste des sous-espèces
Selon Tropicos (7 juin 2020) (Attention liste brute contenant possiblement des synonymes) :
- Eriosema spicatum subsp. collinum (Hepper) J.K. Morton
- Eriosema spicatum subsp. spicatum